# Hemibagrus menoda
Hemibagrus menoda är en fiskart som först beskrevs av Hamilton 1822.  Hemibagrus menoda ingår i släktet Hemibagrus och familjen Bagridae. IUCN kategoriserar arten globalt som livskraftig. Inga underarter finns listade i Catalogue of Life.